# Vinícius Silvestre
Vinícius Silvestre da Costa (San Paolo, 28 marzo 1994) è un calciatore brasiliano, portiere del Fortaleza.

## Carriera

### Club
Ha iniziato la sua carriera nelle giovanili del Palmeiras dove è entrato nel 2006. Nel 2013 è stato convocato dalla prima squadra con cui ha fatto le prime apparizioni in panchina nel corso della Série B 2013.
Il 29 ottobre 2016 ha debuttato fra i professionisti giocando l'incontro di Série A contro il Santos, perso per 1-0.
Nel dicembre del 2017 è stato prestato al Ponte Preta dopo aver rinnovato il contratto fino al 2021. Con il club bianconero ha tuttavia trovato poco spazio disputanto un solo incontro in tutta la stagione, nel Campionato Paulista.
Nel dicembre del 2018 è stato ceduto con la stessa formula al CRB. Inizialmente riserva dietro Edson Mardden e Fernando Henrique, ha debuttato il 7 agosto 2019 contro l'Atl. Goianiense ed ha giocato da titolare anche i successivi 11 incontri.
Nel novembre del 2019 è rientrato a San Paolo dove è stato confermato come riserva di Fernando Prass. Nel febbraio 2021 ha giocato due incontri da titolare in Série A, contro Coritiba e Atlético Mineiro. Nel 2021 ha trovato maggiore spazio giocando 6 incontri nel Campionato Paulista e 4 nel Brasileirão. Nell'aprile dello stesso anno ha rinnovato il contratto fino al 2024.
Scivolato al ruolo di terzo portiere dietro Marcelo Lomba nelle successive due stagioni, nel 2023 si è trasferito a titolo definitivo alla Portimonense, abbandonando il club biancoverde dopo 17 anni.

### Nazionale
Ha giocato nella nazionale brasiliana Under-15.

## Statistiche

### Presenze e reti nei club
Statistiche aggiornate al 13 settembre 2024.
| Stagione            | Squadra             | Campionato          | Campionato | Campionato | Coppe nazionali | Coppe nazionali | Coppe nazionali | Coppe continentali | Coppe continentali | Coppe continentali | Altre coppe | Altre coppe | Altre coppe | Totale | Totale | Totale |
| Stagione            | Squadra             | Comp                | Pres       | Reti       | Comp            | Pres            | Reti            | Comp               | Pres               | Reti               | Comp        | Pres        | Reti        | Pres   | Reti   |        |
| ------------------- | ------------------- | ------------------- | ---------- | ---------- | --------------- | --------------- | --------------- | ------------------ | ------------------ | ------------------ | ----------- | ----------- | ----------- | ------ | ------ | ------ |
| 2013                | Palmeiras           | A1/SP+B             | 0          | 0          | CB              | 0               | 0               | CL                 | 0                  | 0                  |             | -           | -           | 0      | 0      |        |
| 2014                | Palmeiras           | A1/SP+A             | 0          | 0          | CB              | 0               | 0               |                    | -                  | -                  |             | -           | -           | 0      | 0      |        |
| 2015                | Palmeiras           | A1/SP+A             | 0          | 0          | CB              | 0               | 0               |                    | -                  | -                  |             | -           | -           | 0      | 0      |        |
| 2016                | Palmeiras           | A1/SP+A             | 0+1        | -1         | CB              | 0               | 0               | CL                 | 0                  | 0                  |             | -           | -           | 1      | -1     |        |
| 2017                | Palmeiras           | A1/SP+A             | 0          | 0          | CB              | 0               | 0               | CL                 | 0                  | 0                  |             | -           | -           | 0      | 0      |        |
| 2018                | Ponte Preta         | A1/SP+B             | 1+0        | -2         | CB              | 0               | 0               |                    | -                  | -                  |             | -           | -           | 1      | -2     |        |
| 2019                | CRB                 | PD/AL+B             | 0+12       | -13        | CB              | 0               | 0               |                    | -                  | -                  |             | -           | -           | 12     | -13    |        |
| 2020                | Palmeiras           | A1/SP+A             | 0+2        | -3         | CB              | 0               | 0               | CL                 | 0                  | 0                  | Cmc         | 0           | 0           | 2      | -3     |        |
| 2021                | Palmeiras           | A1/SP+A             | 6+4        | -5; -4     | CB              | 0               | 0               | CL                 | 0                  | 0                  | RS          | 0           | 0           | 10     | -9     |        |
| 2022                | Palmeiras           | A1/SP+A             | 0+1        | -3         | CB              | 0               | 0               | CL                 | 0                  | 0                  | RS          | 0           | 0           | 1      | -3     |        |
| 2023                | Palmeiras           | A1/SP+A             | 0          | 0          | CB              | 0               | 0               | CL                 | 0                  | 0                  |             | -           | -           | 0      | 0      |        |
| Totale Palmeiras    | Totale Palmeiras    | Totale Palmeiras    | 14         | -16        |                 | 0               | 0               |                    | 0                  | 0                  |             | 0           | 0           | 14     | -16    |        |
| 2023-2024           | Portimonense        | PL                  | 14+1       | -34+2      | CP+CdL          | 2+2             | -5 + -1         |                    | -                  | -                  |             | -           | -           | 19     | -42    |        |
| 2024-2025           | Portimonense        | SL                  | 20         | -25        | CP              | 1               | -2              |                    | -                  | -                  |             | -           | -           | 21     | -27    |        |
| Totale Portimonense | Totale Portimonense | Totale Portimonense | 35         | -61        |                 | 5               | -8              |                    | -                  | -                  |             | -           | -           | 40     | -69    |        |
| Totale carriera     | Totale carriera     | Totale carriera     | 62         | -102       |                 | 5               | -8              |                    | 0                  | 0                  |             | 0           | 0           | 64     | -110   |        |

## Palmarès

### Competizioni statali
- Campionato paulista: 3

Palmeiras: 2020, 2022, 2023

### Competizioni nazionali
- Campeonato Brasileiro Série B: 1

Palmeiras: 2013
- Campionato brasiliano: 3

Palmeiras: 2016, 2022, 2023
- Coppa del Brasile: 2

Palmeiras: 2015, 2020
- Supercoppa del Brasile: 1

Palmeiras: 2023

### Competizioni internazionali
- Coppa Libertadores: 2

Palmeiras: 2020, 2021
- Recopa Sudamericana: 1

Palmeiras: 2022